# Corriere dei Piccoli

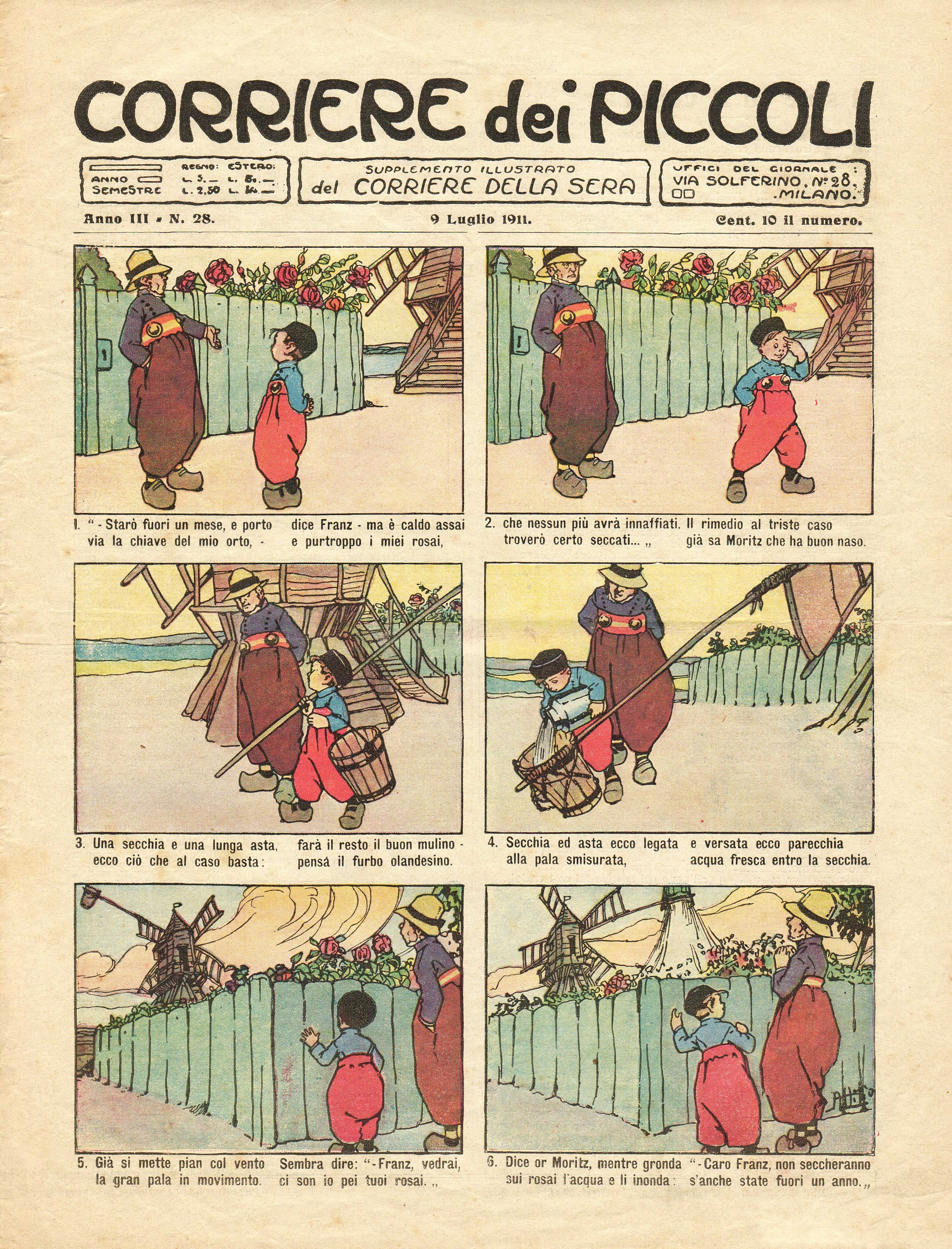
Cubierta de un Corriere dei piccoli de 1911.

Corriere dei Píccoli fue la primera revista semanal de historietas infantil italiana.
Fue creada el 27 de diciembre de 1908 como suplemento semanal del periódico Corriere della Sera. Su fundador y primer director fue Silvio Spaventa Filippi . Il Corrierino, como se lo llamó popularmente, se convirtió en una lectura fundamental para varias generaciones de jóvenes italianos. La revista se publicó sin interrupciones hasta el 15 de agosto de 1995.

## Publicaciones
Con el objetivo de llamar la atención al público infantil, sus editores apostaron por una curiosa fórmula que se denominó "protohistorieta" y que consiste en narrar una anécdota en imágenes situadas dentro de viñetas, libres de textos y bocadillos, que incluían al pie pequeños versos. Cuando en EE. UU. los suplementos dominicales en 1908 asumen una narrativa más ágil con la inclusión de bocadillos, en la gran mayoría de países europeos, debían considerar aquella medida como una fórmula pedagógica más convervadora. Corriere dei Piccoli tradujo al italiano muchas series de la prensa norteamericana del momento, como Buster Brown de Richard Felton Outcault, Happy Hooligan de Frederick Burr Opper, Little Jimmy  de James Swinnerton o Little Nemo in Slumberland de Winsor McCay, retocando las viñetas para adaptarlas al ya citado sistema.
En esta revista se publicó, entre otros, la historieta Signor Bonaventura.

## Colaboradores

### Attilio Mussino
Participó desde el primer número de la revista en 1908. Destacó por: Bilbolbul  (1908) Gian S (1908), Gian Saetta (1908), Schizzo (1915) y la saga de política-ficción La torre del Mago 2000.

### Antonio Rubino
Fue uno de los historietistas pioneros de la revista, fue quien diseñó el logotipo de la revista. Hasta 1927, escribe y dibuja series como Quadratino , Nonna Geometría, Italiano e Kartoffel Otto. Tras abandonar la revista en 1949, vuelve en 1955 donde realiza diversas historietas hasta su retiro. 
Ilustrador que en sus viñetas llevaría la fantasía a límites insospechados con plantemientos originales.

### Otros autores
- Guido Moroni Celsi. Grillo il Balillino